# ティーバッギング

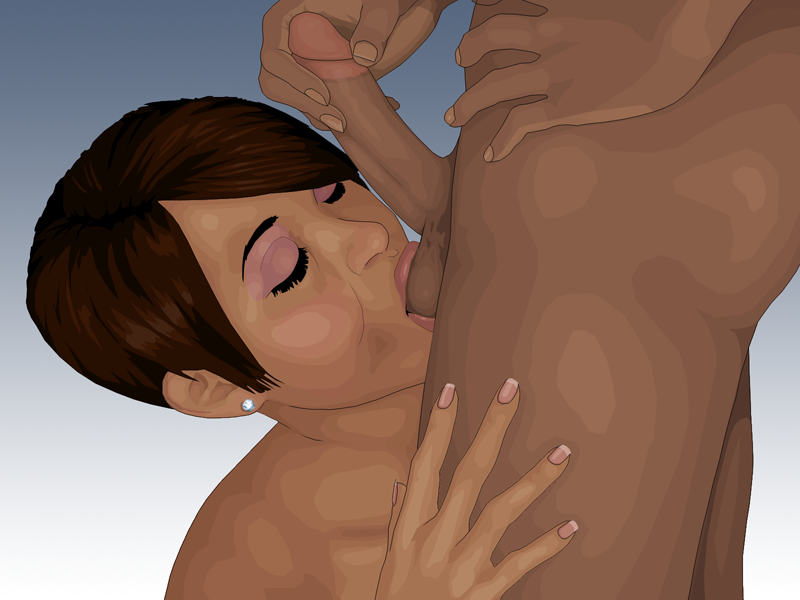
ティーバッギングをする女性

ティーバッギング(Teabagging)は快感を得る目的（時にはコメディの道具として）で性的パートナーの口の中もしくは人の頭や顔の上に、陰嚢を置く男性の性行動を表すスラング。
この名前は、出し入れを繰り返す運動が、お茶を淹れる際にティーバッグをお湯の入ったカップに浸す動作に似ていることから来ている。挿入のない性行為の形態として、自身の楽しみもしくは前戯として行われることもある。性的暴行で行われることもある。この行為は90年代のゲームCounter-Strikeで知られるようになった。このゲームでは1人のプレイヤーが相手の死体を繰り返し踏みつけていた。

## オーラルセックス
陰茎に加え、陰嚢は感じやすく性感帯であると考えられている。これにより様々な程度の刺激が多くの男性にとってオーラルセックスの不可欠な部分となっている。一部の男性は刺激を楽しむことができるが、全ての人が反応するわけではない。セックスの専門家は、熟達者が相手の快楽を高めるためにフェラチオ中にできる様々なテクニックを称賛している。これらのテクニックには陰嚢を穏やかに吸い込み強く引くこと、唇を使い歯が触れるのを最小限に抑えることなどがある。これは前戯またはセーファーセックスの1つとして推奨されている。これはHIVを含む多くの病気の伝染リスクが低いことを示している。
有名になったのは1998年に公開された映画『I love ペッカー』がきっかけである。これ以来『セックス・アンド・ザ・シティ』のエピソードで話し合うカップルがいるほど人気の高いものになっている。
セックスの専門家はこの行為がどのように行われているかについて多種の定義を持っている。コラムニストのDan Savageによると、陰嚢を刺激されている人は"the teabagger"であり、刺激を与えている人は"the teabaggee"である。「teabaggerは袋をすくい上げ teabaggeeはその袋を受ける」 。陰嚢を伴うフェラチオと同じぐらい単純な行為と考える人もいる。睾丸が繰り返し口の中で上下している間、横になった相手の上で男性がしゃがむ体位を考える人もいる。舐めることと愛撫がティーバッギングにみなされるかどうかはかつてThe Howard Stern Showで議論された。

## 社会的なあざけり・ハラスメント
ティーバッギングは悪ふざけなどで行われるなど合意のもとに行われるとは限らず、法的には性的暴行や暴行罪とみなされると考えられる。被害者のグループを含む報告書ではいじめの際に行われてきた一方、加害者は「被害者の顔に睾丸を押し込んだ」や「股を頭の上に」置いている。
倒れた敵を繰り返しまたぐことは支配、屈辱、冗談を暗示するために行われ、FPSのゲームやプラットフォーム・ゲーム内で人気のあざけりになっている。悪いスポーツマンシップとみなされているが、その使用はビデオゲームの文化に広まっている。